# Glitch (astronomie)
Pour les articles homonymes, voir glitch (homonymie).
En astronomie, le terme anglais de glitch (en français « pépin », « accroc ») désigne la variation brutale de la période de rotation d'un pulsar à la suite du ralentissement progressif de sa rotation.

## Hypothèse abandonnée
Ces variations brusques ont un temps été considérées comme dues au fait qu'à mesure que la rotation du pulsar ralentit, la forme de surface doit s'adapter à une nouvelle configuration d'équilibre hydrostatique: plus le pulsar tourne lentement, plus sa configuration d'équilibre hydrostatique est proche d'une configuration sphérique. La croûte d'une étoile à neutrons ou d'un pulsar étant composée d'un matériau extrêmement rigide, le réajustement de celle-ci pour suivre la configuration d'équilibre hydrostatique ne se fait pas de façon continue, mais par à-coups successifs.
Chaque à-coup provoque une modification de la répartition des masses, du moins à proximité de la surface de l'astre, et par suite une diminution de son moment d'inertie. Par conservation du moment cinétique, cela provoque une augmentation, elle aussi brutale, de la vitesse angulaire du pulsar.

## Hypothèse actuelle
La précédente hypothèse est aujourd'hui abandonnée, au profit d'une description faisant intervenir la structure interne de l'étoile à neutrons, et notamment le fait qu'une grande partie de son intérieur est sous la forme d'un superfluide.